# Hạ calci máu
Hạ calci máu (tiếng Anh: hypocalcemia) được định nghĩa là nồng độ calci huyết tương toàn phần thấp hơn 2,2 mmol/l (hay 8,8 mg/dL). Một cách chính xác hơn, hạ calci máu được định nghĩa khi nồng độ calci ion hóa trong huyết tương thấp hơn 1,16 mmol/l (hay 4,6 mg/dL) bởi chính phần calci ion hóa này mới là phần calci lưu hành có tác dụng sinh học và được điều hòa bởi các hormone của cơ thể.

## Tổng quan
Calci là chất khoáng thiết yếu cho hoạt động bình thường của rất nhiều quá trình nội và ngoại bào khác nhau bao gồm co cơ, dẫn truyền thần kinh, phóng thích hormone và đông máu. Ngoài ra, ion calci còn đóng một vai trò then chốt trong hệ thống truyền tin nội bào và liên quan đến quá trình điều hòa hoạt động của nhiều enzyme khác nhau. Do đó duy trì hằng định nội môi calci có ý nghĩa sống còn đối với cơ thể.
Nồng độ calci nội và ngoại bào đều được kiểm soát và điều hòa một cách chặt chẽ nhờ quá trình vận chuyển calci theo hai hướng qua màng bào tương và màng các bào quan như hệ thống lưới nội bào tương, hệ thống lưới nội bào tương của tế bào cơ và ty lạp thể. Sự vận chuyển ra khỏi khu vực bào tương vào bên trong các bào quan chứa nhiều protein gắn calci này có tác dụng duy trì nồng độ ion calci trong bào tương ở mức rất thấp, chỉ ở mức μmol (thấp hơn 1/1000 so với nồng độ calci huyết tương). Bởi vì calci hiện diện trong bào tương ở nồng độ thấp như vậy nên nó rất thích hợp cho hoạt động của nó trong vai trò chất truyền tin nội bào thứ hai.
Mặc dù có vai trò nội bào rất quan trọng nhưng khoảng 99% lượng calci của cơ thể được dự trữ ở xương (khoảng 1 kg calci). Tại đây calci liên kết với các ion khác để tạo nên các dạng tinh thể hydroxyapatite. Khoảng 1% calci của xương có thể trao đổi tự do với dịch ngoại bào và như vậy lượng calci này có vai trò đệm, hạn chế những dao động trong cân bằng calci.
Thuật ngữ "calci máu" (calcemia) là một thuật ngữ không chuẩn xác nhưng vẫn thường được dùng để miêu tả nồng độ của calci huyết tương. Nồng độ calci huyết tương toàn bộ dao động từ 8,8 đến 10,4 mg/dL (2,20 đến 2,60 mmol/L). Khoảng 40% calci toàn phần gắn với các protein huyết tương, chủ yếu là albumin. Khoảng 50% calci toàn phần ở dạng tự do ion hóa, là dạng có hoạt tính sinh học quan trọng nhất. Phần còn lại gắn với các hợp chất vô cơ khác như với phosphate và citrate. Định lượng calci ion hóa cung cấp những thông tin có giá trị chẩn đoán cao ở những bệnh nhân nghi ngờ có sự rối loạn nồng độ các protein gắn Ca.
Duy trì lượng calci dự trữ của cơ thể cũng như nồng độ calci huyết tương phụ thuộc vào lượng calci thu nhận hằng ngày qua ăn uống, hấp thu tại ống tiêu hóa và bài tiết ở thận. Mỗi ngày, lượng calci trong thức ăn được tiêu hóa vào khoảng 1000 mg. Cơ thể bài tiết vào ống tiêu hóa khoảng 200 mg/ngày theo dịch mật và các dịch tiết khác. Tùy thuộc vào nồng 1,25-dihydroxyvitamin D lưu hành mà có từ 200 đến 400 mg calci được hấp thu từ ống tiêu hóa. Phần còn lại từ 800 đến 1000 mg (20 to 25 mmol) mất qua phân. Cân bằng calci thực sự được duy trì thông qua sự bài tiết calci ở thận vào khoảng 200 mg/ngày (5 mmol/ngày).

## Điều hòa chuyển hóa calci
Chuyển hóa calci và phosphate (PO4-) có liên quan mật thiết với nhau. Điều hòa hằng định nội môi của cả Ca và PO4 chịu ảnh hưởng lớn bởi nồng độ lưu hành của hormone cận giáp (PTH), vitamin D, và các hormone khác như calcitonin, T3, glucocorticoide nhưng ở mức độ ít hơn. Nồng độ calci và phosphate vô cơ cũng phụ thuộc vào khả năng phản ứng giữa chúng với nhau để hình thành muối calcium phosphate. Bình thường thì tích số nồng độ của Ca và PO4 (tính theo mEq/L) trong cơ thể vào khoảng 60. Khi tích số của Ca và PO4 hòa tan vượt quá 70, nguy cơ kết tủa tinh thể calcium phosphate ở các mô mềm là rất lớn. Kết tủa tinh thể này tại tổ chức mạch máu có ý nghĩa bệnh lý rất lớn vì nó đẩy nhanh tốc độ hình thành bệnh xơ cứng mạch máu.
PTH là một polypeptide có 84 amino acid được sản xuất và giải phóng bởi tuyến cận giáp. Hormone này có một số chức năng khác nhau nhưng chắc chắn chức năng quan trọng nhất vẫn là chống hạ calci máu. Nồng độ Ca huyết tương sẽ tăng lên trong vòng vài phút dưới nhiều tác động khác nhau của PTH bao gồm tăng tái hấp thu Ca tại thận, tăng hấp thu Ca và nhanh chóng huy động Ca và PO4 từ xương (bone resorption).
Vitamin D được biến đổi tại thận nhờ enzyme 1- -hydroxylase thành dạng hoạt động sinh học mạnh nhất là 1,25-dihydroxycholecalciferol [hay còn gọi là 1,25(OH)2D3]. 1,25(OH)2D3 tăng vận chuyển Ca qua ruột một phần thông qua khả năng điều hòa tổng hợp các protein gắn Ca ở niêm mạc ruột. PTH tăng cường hấp thu Ca từ ruột do thúc đẩy sản xuất 1,25(OH)2D3. Mặc dù PTH có tác dụng làm tăng hấp thu Ca tại đường tiêu hóa nhưng nếu PTH tăng cao kéo dài thì sẽ gây nên tình trạng hấp thu xương do ức chế chức năng của tạo cốt bào (osteoblast) và tăng cường chức năng của hủy cốt bào (osteoclast).
Calcitonin là một hormone có bản chất polypeptide chứa 32 amino acid được bài tiết bởi tế bào C của tuyến giáp. Calcitonin có tác dụng làm hạ nồng độ Ca huyết tương thông qua kích thích tế bào thu nhận Ca, tăng thải qua thận và tăng hình thành xương. Các tác dụng của calcitonin trên xương yếu hơn nhiều so với PTH và vitamin D.

## Nguyên nhân
Hạ Ca máu xuất hiện khi lượng Ca mất từ khoang ngoại bào vượt quá lượng Ca cung cấp từ ruột và xương. Như vậy hạ Ca máu là hậu quả của (1) hoặc là tình trạng mất quá nhiều Ca ion hóa lưu hành trong tuần hoàn (do lắng đọng vào các tổ chức, vào xương, mất qua nước tiểu, gắn kết quá nhiều với albumine hoặc các hợp chất vô cơ khác) (2) hoặc là giảm lượng Ca đi vào tuần hoàn (ruột kém hấp thu, giảm huy động Ca từ xương).
Thiểu năng cận giáp
Thiểu năng cận giáp là tình trạng giảm hoặc không có PTH. Bệnh được đặc trưng bởi hạ Ca máu và tăng phosphate máu và thường đi kèm với tetany mạn tính. Thiểu năng cận giáp thường là hậu quả của sự cắt bỏ nhầm hoặc sự tổn thương của một vài tuyến cận giáp trong phẫu thuật cắt tuyến giáp.
Các trường hợp thiểu năng cận giáp mắc phải khác rất hiếm gặp là do các bệnh lý lắng đọng tại tuyến cận giáp như nhiễm thiết sắc tố (hematocromatosis), bệnh Wilson, u hạt hay ung thư di căn.
Thiếu vitamin D
Thiếu viatmin D là nguyên nhân quan trọng của hạ Ca máu. Thiếu vitamin D có thể do lượng cung cấp không đủ hoặc do giảm hấp thu là hậu quả của các bệnh lý gan mật hoặc kém hấp thu do nguyên nhân tại ruột. Thiếu vitamin D cũng có thể xảy ra do thay đổi chuyển hóa của vitamin D dưới tác dụng của một số thuốc (phenytoin, phenobarbital và rifampin) hoặc do da ít tiếp xúc với ánh nắng. Một số rối loạn di truyền có liên quan đến chuyển hóa vitamin D thành dạng hoạt tính cũng gây nên còi xương.
Bệnh lý ống thận
Các bệnh lý ống thận như hội chứng Fanconi do các chất độc thận chẳng hạn kim loại nặng và chứng nhiễm toan ống lượn xa (distal renal tubular acidosis) có thể gây nên hạ Ca máu trầm trọng do mất Ca bất thường qua thận cũng như giảm chuyển vitamin D thành vitamin D dạng hoạt động. Đặc biệt cadmium gây hạ Ca máu do làm tổn thương các tế bào ống lượn gần và cản trở chuyển đổi vitamin D. Bệnh lý ống thận có thể gây nên chứng loãng xương nhưng chủ yếu loãng xương trong trường hợp này là của tình trạng nhiễm toan mạn tính.
Suy thận
Suy thận có thể gây nên hạ Ca máu, hậu quả của giảm hình thành 1,25(OH)2D3 do tổn thương trực tiếp các tế bào thận cũng như do tăng phosphate vì thận giảm bài tiết chất này.
Thiếu hụt magnesi
Kém hấp thu từ đường tiêu hóa, chứng nghiện rượu kinh niên và điều trị bằng thuốc cisplastine là những nguyên nhân chính gây hạ magnesi máu. Có thể có thiếu PTH tương đối và các cơ quan đích kém nhạy cảm với PTH trong trường hợp thiếu hụt magnesi với nồng độ magnesi trong máu thấp hơn 1,0 mEp/L (< 0,5 mmol/L). Bù magnesi có tác dụng cải thiện nồng độ PTH và cải thiện khả năng giữ Ca của thận. Tình trạng hạ magnesi còn có thể thấy ở những bệnh nhân được nuôi dưỡng bằng đường tĩnh mạch dài ngày, điều trị lợi tiểu và điều trị các kháng sinh thuộc họ aminoglycoside. Mặc dù có tình trạng kém đáp ứng với PTH, phần lớn bệnh nhân hạ Mg máu có nồng độ phosphate huyết thanh bình thường hoặc giảm có lẽ là do lượng phosphate trong thức ăn đưa vào thấp. Trong tất cả trường hợp vừa nói ở trên thì tình trạng hạ Ca máu không thể điều trị thành công bằng việc cung cấp Ca đơn thuần mà điều trị đặc hiệu là bù Magnesi. Do vậy khi đánh giá bệnh nhân nghi ngờ hạ Ca máu, việc xét nghiệm magnesi là bước không thể thiếu.
Viêm tụy cấp
Viêm tụy cấp gây hạ Ca máu khi Ca tạo chelate với các sản phẩm phân hủy mỡ được giải phóng từ tổ chức tụy bị viêm.
Hạ protein máu
Hạ protein máu do bất kỳ nguyên nhân gì cũng có thể làm giảm lượng protein gắn với protein. Hạ Ca máu do giảm lượng Ca gắn với protein không gây triệu chứng lâm sàng do lượng Ca ion hóa không thay đổi. Tình trạng này còn được gọi là hạ Ca máu giả tạo (factitious hypocalcemia).
Tăng cường tạo xương trong khi lượng cung cấp không đủ
Tăng cường tạo xương trong khi lượng cung cấp không đủ cũng có thể gây nên hạ Ca máu. Bệnh thậm chí cũng có thể gặp ở những bệnh nhân điều trị nhiễm toan chuyển hóa dài ngày.
Sốc nhiễm trùng huyết
Nhiễm trùng huyết gây hạ Ca máu do ức chế giải phóng PTH cũng như ức chế quá trình chuyển 25(OH)D3 thành 1,25(OH)2D3.
Tăng phosphate máu
Tăng phosphate máu gây nên hạ Ca máu do rất nhiều cơ chế nhưng không có cơ chế nào được biết rõ ràng. Bệnh nhân suy thận gây tăng ứ đọng phosphate thường có khuynh hướng hạ Ca máu.
Nguyên nhân do thuốc
Các thuốc gây hạ Ca máu là do những thuốc điều trị tăng Ca máu, thuốc chống co giật (phenytoin, phenobarbital) và rifampicin (các thuốc này biến đổi chuyển hóa của vitamin D), các thuốc cản quang chứa ethylenediaminetetraacetate, là một chất tạo chelate hóa trị 2.
Tăng tiết calcitonin
Về mặt lý thuyết thì khi nồng độ calcitonin trong máu quá cao có thể gây hạ Ca máu nhưng trong thực tế người ta ít gặp trường hợp giảm Ca huyết tương ở bệnh nhân có lượng calcitonin rất cao lưu hành trong máu như trong carcinoma tủy tuyến giáp.
Tăng phản ứng tạo chelate của Ca trong lòng mạch
Quá trình tạo chelate nội mạch có thể xảy ra khi sử dụng các chất như citrate, lactate, foscanet làm giảm lượng Ca ion hóa mà không làm thay đổi nồng độ Ca toàn phần. Nhiễm toan hô hấp cấp làm tăng quá trình gắn Ca ion hóa vào albumin do đó làm giảm nồng độ Ca ion hóa.
Tăng lắng đọng Ca ở khoang ngoại mạch
Tăng phosphate máu do suy thận, do dùng phosphate, do ly giải cơ vân (rhabdomyolysis) hoặc do ly giải khối u lớn (ví dụ trong hóa trị liệu chống ung thư) có thể gây nên hạ Ca máu cấp. Trong trường hợp tăng phosphate máu cấp tính, Ca có thể sẽ lắng đọng một lượng rất lớn ở xương nhưng cũng có thể lắng đọng ngoài xương.
Một số bệnh nhân ung thư di căn đến xương, đặc biệt là bệnh nhân ung thư vú và ung thư tiền liệt tuyến, có thể biểu hiện tình trạng hạ Ca máu khả năng là do lắng đọng Ca trong các khu vực di căn.

## Triệu chứng
Hạ Ca máu thường không có triệu chứng lâm sàng. Các biểu hiện lâm sàng của hạ Ca máu là do rối loạn điện thế màng tế bào. Cũng tương tự như đối với trường hợp tăng calci máu, triệu chứng của hạ Ca máu phụ thuộc vào mức độ cũng như tốc độ của hạ Ca. Các triệu chứng chủ yếu là hậu quả của tăng kích thích thần kinh cơ. Bệnh nhân hạ Ca máu thường van co cứng cơ vùng lưng và chuột rút ở chân. Nếu hạ Ca máu hình thành trong một thời gian ngắn thì các triệu chứng lâm sàng thường xuất hiện rõ hơn. Nếu tốc độ hạ Ca máu chậm và âm ỉ thì có thể gây nên bệnh lý não lan tỏa mức độ nhẹ. Hạ Ca máu nặng với nồng độ Ca huyết tương < 7 mg/dL (< 1.75 mmol/L) có thể gây nên cơn tetany, co thắt thanh quản hoặc co giật toàn thân.
Cơn Tetany là dấu hiệu đặc trưng của hạ Ca máu nặng nề. Nó cũng có thể xuất hiện khi nồng độ Ca ion hóa thấp mặc dù Ca máu toàn phần bình thường như trong trường hợp nhiễm kiềm nặng. Cơn tetany được đặc trưng bằng các trệu chứng cảm giác bao gồm dị cảm ở môi, lưỡi, ngón tay ngón chân, dấu bàn đạp (carpopedal spasm: bàn chân duỗi ra như thể đang đạp xe đạp) có thể kéo dài và gây đau đớn. Trong cơn tetany còn có thể xuất hiện đau cơ toàn thân và co giật các cơ vùng mặt. Cơn tetany có thể là những biểu hiện tự phát hoặc tiềm tàng và cần có các kích thích mới biểu hiện rõ. Cơn tetany tiềm tàng xảy ra khi nồng độ Ca máu giảm nhưng ít trầm trọng hơn: từ 7 đến 8 mg/dL (tương ứng từ 1.75 đến 2.20 mmol/L).
Dấu Chvostek (Chvostek's sign) đôi khi có thể gặp ở người có nồng độ calci máu bình thường (khoảng 10%). Dấu hiệu này được miêu tả khi gõ lên dây thần kinh mặt ngay ở trên xương gò má thì thấy miệng của bệnh nhân co giật tự phát nhẹ, không kiểm soát được. Dấu Chvostek thường không có trong hạ Ca máu mạn tính.
Dấu Trousseau (Trousseau's sign) xuất hiện khi chúng ta đo huyết áp ở cánh tay bệnh nhân và duy trì áp lực cao hơn huyết áp tâm thu 20 mmHg trong vòng 3 phút. Dấu hiệu dương tính khi cổ tay gập lại, khớp bàn – ngón gập lại, ngón tay cái gập lại trong khi các ngón khác ở tư thế duỗi. Dấu Trousseau cũng xuất hiện trong nhiễm kiềm, hạ Mg máu, hạ kali máu, tăng kali máu và ở khoảng 6% những người không hề có biểu hiện rối loạn điện giải nào.
Rối loạn nhịp có thể xuất hiện trong một số trường hợp hạ Ca máu nặng. Điện tim điển hình của hạ Ca máu có QT và ST kéo dài. Thay đổi của quá trình tái cực như sóng T cao nhọn hoặc ngược lại sóng T âm cũng có thể gặp. Trường hợp nặng có thể đưa đến rung thất hoặc bloc nhĩ-thất.
Không có một dấu hiệu riêng rẽ nào đặc trưng cho tình trạng hạ Ca máu nhưng khi các dấu hiệu này cùng xuất hiện trên một bệnh nhân thì có ý nghĩa gợi ý chẩn đoán khá tốt. Các dấu hiệu rối loạn chức năng kể trên xảy ra khi hạ Ca máu và cải thiện rõ khi nồng độ Ca máu trở về bình thường.
Hạ Ca máu mạn tính gây nên nhiều bất thường khác nhau như da khô và bong vảy, móng tay dễ gãy và tóc khô. Nhiễm nấm candida da cũng có thể gặp trong hạ Ca máu mạn tính nhưng triệu chứng này thường là biểu hiện của thiểu năng cận giáp vô căn (xem phần nguyên nhân). Đục thủy tinh thể có thể gặp trong hạ Ca máu dài ngày và dấu hiệu này không hồi phục khi Ca huyết tương trở về bình thường.

## Chẩn đoán
Chẩn đoán hạ Ca máu khi Ca huyết tương toàn phần < 8.8 mg/dL (< 2.20 mmol/L). Khi có biểu hiện lâm sàng thì Ca huyết tương toàn phần thường ≤ 7 mg/dL (≤ 1.75 mmol/L) nếu không có tình trạng nhiễm kiềm đi kèm. Thiếu hụt PTH được đặc trưng bằng hạ Ca huyết tương, tăng PO4 huyết tương và phosphatase kiềm bình thường. Mặc dù lượng Ca niệu thấp nhưng khi so sánh với mức độ giảm Ca máu thì lượng Ca niệu tăng tương đối.
Trong chứng loãng xương hay còi xương, có thể thấy các bất thường điển hình của xương. Nồng độ PO4 huyết tương thường giảm nhẹ và phosphatase kiềm tăng cao phản ánh sự gia tăng huy động Ca từ xương. Định lượng 25(OH)D3 và 1,25(OH)2D3 huyết tương có thể giúp phân biệt thiếu hụt vitamin D với các tình trạng phụ thuộc vitamin D. Còi xương hạ phosphate máu có tính chất gia đình là do mất PO4 qua thận.

## Nguyên tắc điều trị
Điều trị hạ calci máu được bắt đầu bằng dùng calci. Việc chọn lựa các dạng chế phẩm chứa calci cũng như cân nhắc sự cần thiết điều trị bằng các thuốc hỗ trợ hay không tùy thuộc vào mức độ của hạ calci máu cũng như các bệnh lý nguyên nhân.
Những bệnh nhân hạ calci máu có triệu chứng lâm sàng hoặc những bệnh nhân có nồng độ calci máu điều chỉnh thấp hơn 1,90 mmol/l (75 mg/l) có thể được điều trị bằng calci đường tĩnh mạch cho đến khi hết triệu chứng hoặc khi nồng độ Ca máu lên trên 1,90 mmol/l. Hạ calci máu mạn tính mức độ trung bình thường được điều trị bằng bù Ca đường uống. Vì calci liên kết với phosphate trong thức ăn và với oxalate để hình thành các dạng muối không hòa tan và không thể hấp thu được qua đường tiêu hóa cho nên Ca uống được hấp thu hiệu quả nhất khi dùng xa bữa ăn. Hiện tại chưa có chế phẩm PTH trên thị trường.

### Điều trị hạ calci máu cấp tính
Hạ calci máu cấp tính thường gây nên các biểu hiện lâm sàng. Bệnh nhân có nồng độ calci huyết tương dưới 1,9 mmol/l cần được điều trị bằng calci tĩnh mạch. Truyền 15 mg/kg (0,375 mmol/kg) calci nguyên tố trong vòng 4 đến 6 giờ có thể làm tăng nồng độ calci máu toàn phần lên 0,5 đến 0,75 mmol/l (20 đến 30 mg/l).
Nhiều dạng calci truyền tĩnh mạch khác nhau hiện có trên thị trường.
Gluconate de calcium 10% trình bày dưới dạng ống 10 ml chứa 94 mg calci nguyên tố. Trong trường hợp cấp cứu, có thể dùng nguyên ống bơm tĩnh mạch chậm trong 4 phút, sau đó truyền tĩnh mạch liên tục. Không nên dùng chế phẩm dịch truyền nồng độ cao (200 mg Ca trong 100 ml) vì có nguy cơ gây ảnh hưởng chức năng tĩnh mạch và hoại tử trong trường hợp dịch truyền thoát mạch ra tổ chức dưới da. Thông thường người ta hòa 10 ống gluconate de calcium trong 900 ml dung dịch glucose 5% để đạt được một dung dịch chứa 940 mg calci nguyên tố/lít và dung dịch này có thể truyền tốc độ 50 ml/giờ khi mới bắt đầu và sau đó điều chỉnh tốc độ cho phù hợp. Đôi khi trong trường hợp cần thiết, dung dịch này được duy trì trong 4 đến 6 giờ.
Glucoheptate de calcium 10% chứa 90 mg calci nguyên tố trong 5 ml dung dịch có thể hữu ích ở những bệnh nhân cần hạn chế dịch đưa vào.
Clorure de calcium 10% có nồng độ còn cao hơn nữa (272 mg calci nguyên tố trong 10 ml !!!) có thể làm tăng nhanh chóng nồng độ calci máu. Tuy nhiên chế phẩm này rất độc với tĩnh mạch cho nên không được truyền tĩnh mạch kéo dài.
Globionate de calcium sẵn có ở dạng uống chứa 23 mg calci nguyên tố trong 1 ml. Chế phẩm này được hấp thu và dung nạp rất tốt, là một chọn lựa thích hợp cho trẻ em hoặc người lớn không có đường truyền tĩnh mạch.
Một số bệnh nhân, đặc biệt là các bệnh nhân thẩm phân máu có tình trạng hạ calci máu nặng sau cắt bỏ bán phần hoặc toàn phần tuyến cận giáp cần được tiêm cấp cứu calci và vitamin D. Ban đầu, calci thường được cho bằng đường tĩnh mạch sau đó tiếp tục với dạng uống kèm với vitamine D. Liều cao vitamine D đường tĩnh mạch thường được sử dụng: 1 đến 3 μg/ngày và giảm dần liều trong các tuần tiếp theo. Việc cho calcitriol và Ca trước khi phẫu thuật cắt bỏ tuyến cận giáp có thể phòng ngừa được tình trạng hạ Ca máu trầm trọng và giảm thiểu phản ứng dội tăng PTH vào giai đoạn sớm trong trường hợp cắt bỏ bán phần tuyến cận giáp.

### Điều trị hạ calci máu mạn tính
Điều trị hạ calci máu mạn tính thường dựa trên cung cấp Ca đường uống và thường dùng kèm với vitamine D để tăng cao sự hấp thu qua đường tiêu hóa. Thông thường dùng một liều đầu tiên 1000 đến 2600 mg Ca (250 đến 650 mmol) chia thành 2–3 lần thậm chí đến 4 lần uống vào khoảng giữa các bữa ăn để tăng hấp thu. Các liều tiếp theo sau đó được điều chỉnh tùy theo nồng độ Ca máu mong muốn đạt được. Dạng thường dùng là carbonate de calcium, trình bày dưới dạng viên 500 đến 750 mg. Citrate de calcium cũng được hấp thu rất tốt nhưng nó lại làm tăng hấp thu nhôm qua đường tiêu hóa và có thể gây nguy cơ ngộ độc nhôm đặc biệt là ở bệnh nhân suy thận. Nên tránh dùng chế phẩm phosphate de calcium vì nó làm tăng phosphate máu cũng như tăng lắng đọng Ca ở di căn xương.
Trong trường hợp thiếu vitamine D, thường cần phải bổ sung hormone này. Calcitriol đường uống có tác dụng tức thì vì nó không cần phải chuyển hóa mới có tác dụng sinh lý. Một liều 0,5 đến 1 μg thường là đủ (ngoại trừ trường hợp hạ Ca máu sau phẫu thuật cắt bỏ tuyến cận giáp, trong trường hợp này thì liều calcitriol cần tăng cao hơn nhiều). Dạng hoạt tính của vitamine D, tức là calcitriol, thường tốt hơn dạng tiền chất. Dạng tiền chất thường cần được chuyển đổi bởi quá trình 25-hydroxyl hóa ở gan hoặc 1α- hydroxyl hóa tại thận trong khi đó các quá trình này bị ảnh hưởng trong suy gan hoặc suy thận, trong thiểu năng tuyến cận giáp và còi xương phụ thuộc vitamine D type 1. Hơn nữa thời gian bán hủy ngắn của calcitriol có thể giảm nguy cơ ngộ độc vitamine D và nguy cơ tăng Ca máu thường kéo dài đối với các dẫn xuất chứa một nhóm hydroxyl.